# År 2038-problemet
År 2038-problemet refererer til et problem med at repræsentere tiden i mange computersystemer - specielt UNIX og UNIX-lignende systemer.
Tiden repræsenteres i disse systemer som antal sekunder efter 1. januar 1970. Hvis systemet bruger 32-bit til at repræsentere tiden som et heltal med fortegn, 
er det sidste tidspunkt der kan vises 03:14:07 19. januar 2038. Tidspunkter herefter kan blive misfortolket som værende før 1970. Dette kan føre til tilsvarende problemer som år 2000-problemet.